# Madonna col Bambino e santi (Cima da Conegliano)
La Madonna col Bambino, santi e committenti è un dipinto ad olio su tavola (56x78,8 cm) di Cima da Conegliano, databile 1515 e conservato presso The Cleveland Museum of Art.

## Descrizione
Questa dipinto è stata probabilmente destinato a devozione privata in quanto comprende i ritratti del marito e della moglie che lo hanno commissionato.
Il dipinto sembra essere stato lasciato incompiuto. la santa a destra infatti - santa Lucia o santa Maria Maddalena - ha la mano tesa ma non impugna alcun attributo. Il santo sulla sinistra è invece Antonio Abate: forse l'uomo che presenta si chiamava Antonio.